# Lac du Tikveš
Le lac du Tikveš (en macédonien : Тиквешко Езеро) est un lac situé au sud-ouest de la Macédoine du Nord, dans la commune de Kavadarci. Il se trouve dans la plaine du Tikveš, connue pour ses vignobles. Il a été créé par un barrage, construit en 1968 sur la Tsrna, affluent du Vardar. Long de 285 kilomètres, c'est le plus grand lac artificiel macédonien.

## Présentation
Les eaux du lac sont utilisées pour la production d'électricité et l'irrigation. La centrale électrique a une capacité de 92 MW et produit 184 GWh par an.